# Fairey P.4/34
Fairey P.4/34 là một mẫu máy bay ném bom hạng nhẹ, nó cạnh tranh với các loại máy bay khác nhằm trang bị cho Không quân Hoàng gia, nhưng không thành công.

## Tính năng kỹ chiến thuật (P.4/34)
Dữ liệu lấy từ The British Bomber since 1914 
Đặc điểm tổng quát
- Chiều dài: 40 ft 0 in (12,20 m)
- Sải cánh: 47 ft 4½ in (14,44 m)
- Chiều cao: 14 ft 1 in (4,29 m)
- Trọng lượng rỗng: 6.405 lb (2.911 kg)
- Trọng lượng có tải: 8.787 lb (3.994 kg)
- Động cơ: 1 × Rolls-Royce Merlin I kiểu động cơ piston V-12 làm mát bằng chất lỏng, 1,030 hp (768 kW)

 Hiệu suất bay 
- Vận tốc cực đại: 246 kn (283 mph, 456 km/h)
- Vận tốc tắt ngưỡng: 48 kn (55 mph, 86 km/h [2])
- Tầm bay: 800 nmi (920 mi,1.481 km)
- Trần bay: 26.600 ft (8.110 m)

Trang bị vũ khí

- 1 × súng máy .303 in
- 2 × quả bom 250 lb (113 kg)